# Steven Christopher Parker
Steven Christopher Parker (Littleton (Colorado), 8 januari 1989) is een Amerikaans acteur.

## Biografie
Parker doorliep de high school aan de Gorman High School in Los Angeles County. 
Parker begon in 2004 met acteren in de korte film Air, waarna hij nog meerdere rollen speelde in films en televisieseries. 

## Filmografie

### Films
Uitgezonderd korte films.
- 2019 Half Off Heroes - als Raine
- 2018 Amanda McKay - als Nathan
- 2017 The French American - als Ross
- 2017 Amanda McKay - als Nathan
- 2017 Alexander IRL - als Exec
- 2012 Naughty or Nice – als Peter
- 2012 Bad Blood – als Snickers
- 2012 16-Love – als Stuart
- 2011 Cougars Inc. – als Patrick
- 2010 Happiness Runs – als Tao
- 2009 My Suicide – als speler
- 2008 Extreme Movie – als Doug
- 2008 Yonkers Joe – als Neil
- 2007 Smother – als Dana
- 2007 South of Pico – als Michael
- 2007 Juno – als collega in lab
- 2007 Man in the Chair – als bediender filmcamera
- 2006 Bad Blood – als Alfred Snickers McDougal
- 2006 Living with Uncle Ray – als Jimmy
- 2006 Little Miss Sunshine – als tiener
- 2005 Rebound – als Wes
- 2005 Testing Bob – als Joseph Petty

### Televisieseries
Uitgezonderd eenmalige gastrollen.
- 2022 The Bold and the Beautiful - als Jordan - 2 afl.
- 2018 Chicken Girls - als schoolhoofd Mathers - 4 afl.
- 2017 Attaway Appeal - als schoolhoofd Mathers - 6 afl.
- 2015 Kellerman Hates Fruit - als gast - 2 afl.
- 2015 Preconceived Notions - als Parker - 2 afl.
- 2011-2013 Fish Hooks – als Jumbo Shrimp (stem) – 30 afl.
- 2007-2008 ER – als Harold Zelinsky – 10 afl.